# I mina rum
I mina rum är ett studioalbum av Anne-Lie Rydé, utgivet 1985. Albumet innehåller bland annat singeln "Ännu en förlorad dag". I mina rum producerades av Dan Sundquist.

## Låtlista
Sida A
1. Svindlande ljus
2. Stiger upp, faller ner
3. Ännu en förlorad dag
4. Drömmer än
5. En enda väg

Sida B
1. I stillhet
2. Ansikte mot ansikte
3. Och vindarna vänder
4. Till dig